# Adam Wang

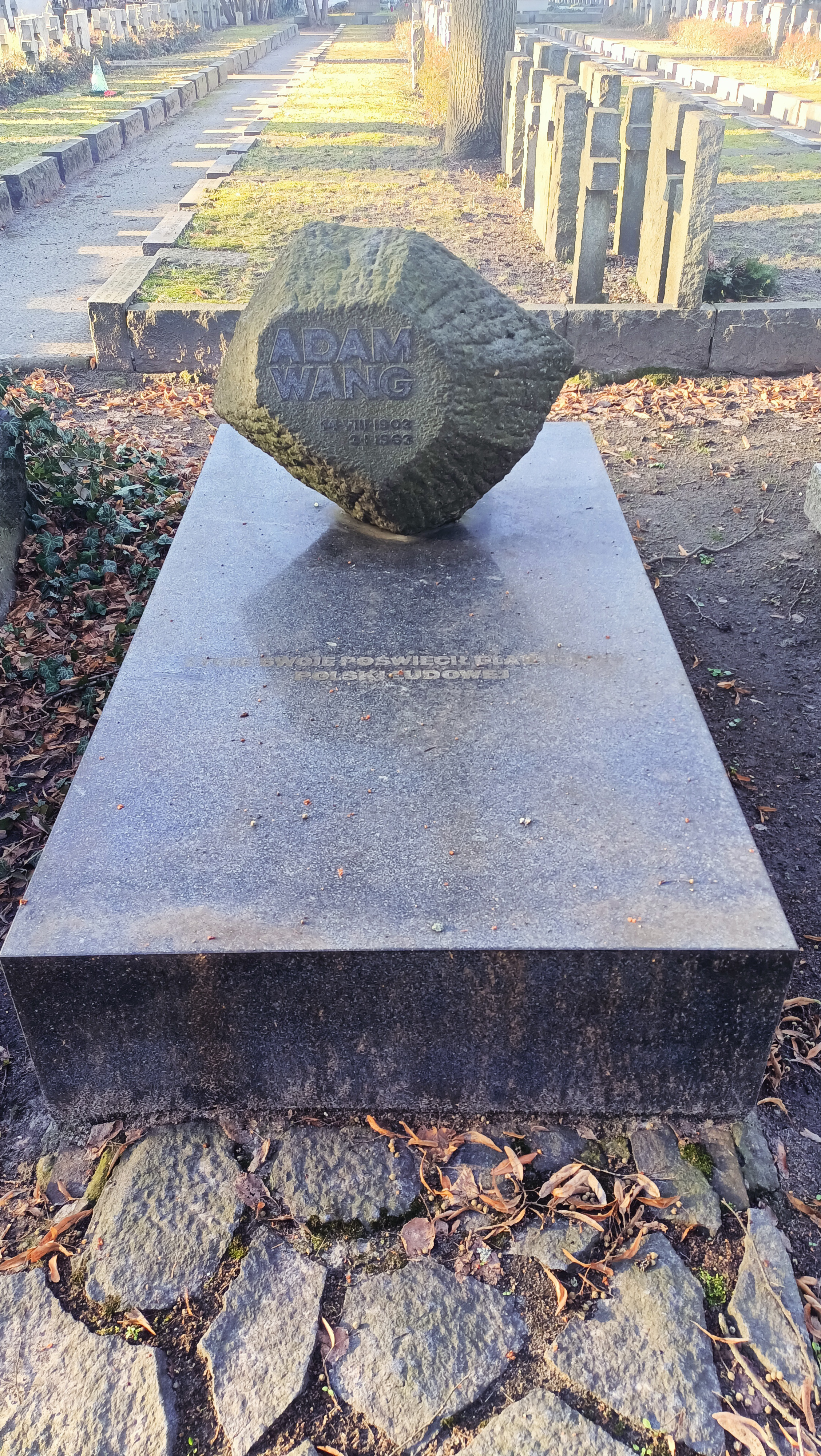
Grób Adama Wanga na Cmentarzu Wojskowym na Powązkach

Adam Wang właśc. Aron Wang (ur. 14 sierpnia 1903 w Rakszawie, zm. 3 stycznia 1963 w Warszawie) – polski działacz partyjny i państwowy, inżynier budownictwa pochodzenia żydowskiego, zastępca przewodniczącego Państwowej Komisji Planowania Gospodarczego (1950–1957) i Komisji Planowania przy Radzie Ministrów (1957–1963).

## Życiorys
Syn Eliasza i Sary, pochodził z rodziny żydowskiej. Od 1923 do 1927 członek lwowskiego zarządu Związku Niezależnej Młodzieży Socjalistycznej „Życie”, w tym okresie działał też w PPS-Lewicy. W latach 1927–1930 w szeregach Komunistycznej Partii Polski, m.in. jako sekretarz dzielnicy w Rzeszowie. W 1927 ukończył studia z inżynierii mechanicznej na Politechnice Lwowskiej, następnie pracował w Fabryce Odlewów w Suchedniowie i Fabryce Maszyn S. Zweig w Rzeszowie. Od 1935 do 1939 był współwłaścicielem warsztatu naprawczego i biura technicznego w Rzeszowie. Walczył w kampanii wrześniowej, następnie znalazł się w Stanisławowie, gdzie do 1941 był głównym inżynierem w dyrekcji przemysłu miejskiego. W latach 1941–1946 główny inżynier w Fabryce nr 14 w Sosnowce.
W 1946 powrócił do kraju i został członkiem Polskiej Partii Robotniczej, przekształconej w Polską Zjednoczoną Partię Robotniczą. Wchodził w skład egzekutywy kół PPR/PZPR przy resorcie przemysłu i handlu, był delegatem na II i III zjazd PZPR. W latach 1946–1947 kierował w stopniu plutonowego działem planowania w ramach Wydziału Konsumów Szefostwa Zaopatrzenia Ministerstwa Bezpieczeństwa Publicznego. Podjął następnie pracę w Ministerstwie Przemysłu i Handlu, gdzie był dyrektorem departamentu planowania (1947–1949) i szefem Komisji Opiniodawczej Gospodarki Materiałowej (1948–1949).
Od kwietnia 1949 był dyrektorem generalnym, następnie od grudnia 1950 do stycznia 1957 zastępcą przewodniczącego Państwowej Komisji Planowania Gospodarczego. Po przekształceniu PKPG w Komisję Planowania przy Radzie Ministrów pozostał jej wiceprzewodniczącym do śmierci w styczniu 1963. Kierował również Komisją ds. Gospodarki Kamieniem (od 1950), Komisją Koordynacyjną Przemysłu Okrętowego (od 1951), Komisją ds. Obrotów Kompensacyjnych (od 1954) oraz Komisją Rządową dla Ustalenia Ostatecznego Przydziału Obiektów Gospodarczych Nieczynnych w Celu ich jak Najszybszego Uruchomienia (1955–1956).
Został pochowany na Alei Zasłużonych Cmentarza Wojskowego na Powązkach w Warszawie.